# Franjo Mabić
Franjo Mabić (Kočerin, Široki Brijeg, 25. ožujka 1952. – Izbično, 27. travnja 2015.) bio je hrvatski franjevac i pisac.

## Životopis
Franjo Mabić rođen je u Kočerinu pokraj Širokog Brijega, od roditelja Blage i Ruže rođ. Mikulić. Tamo završava osnovnu školu, dok srednju školu pohađa u sjemeništu na Bolu na Braču i u Splitu. Franjevački habit oblači 14. srpnja 1971. Studirao je filozofiju i teologiju na sveučilištu u Sarajevu od 1973. do 1975. Studij nastavlja u Bologni, gdje je 18. veljače 1978. godine zaređen za svećenika. Književnim se radom bavi od 1982. Od 2005. godine pa sve do smrti živio je i radio u župi Izbično, a 2008. godine je proslavio 30. godina svećeništva. Bio je redovit član Društva hrvatskih književnih prevoditelja od 1992., kao i redovit član Društva književnika HZ Herceg-Bosne od 2004. U Našim ognjištima držao je rubriku "Bilje i zdravlje", a imao je i kulinarsku rubriku u lovačkom tjedniku HOOP. Osim toga, pisao je i kolumne za bosanskohercegovačko izdanje Večernjeg lista.
Umro je iznenada, u noći 27. travnja 2015. u župnoj kući u Izbičnu od srčanog udara; u 64. godini života, 43. godini redovništva i 38. godini svećeništva. Misu za pokojnog Mabića dan poslije u Izbičnu je predvodio mostarsko-duvanjski biskup Ratko Perić.

### Književna karijera
Tijekom svog života, Franjo Mabić je napisao i preveo zavidan broj knjiga. Od 1982., kada je na Čerinu s fra Ivanom Borasom preveo knjigu "Franjo" talijanskog franjevca Nazarena Fabrettija, Mabić je za života napisao ili preveo 30-ak knjiga. Dok se u književnim počecima držao kršćanskih pripovijetki i propovijedi, početkom novog tisućljeća okreće se kulinarstvu u svojim knjigama i izdaje naširoko poznatu "Fratarsku kuhinju", koja se rasprodala u više od 11 tisuća primjeraka. Slijede ju odmah drugo i treće izdanje iste knjige. Zatim, pri dolasku u župu Izbično, izdaje nekoliko knjiga o župi i njenim znamenitostima, uključujući i dvije knjige o mučeništvu dviju Dragica Pavković. Njegovo zadnje djelo bilo je "Križni put", kojeg je napisao i izdao u Korizmi 2014. godine, a ostala mu je nedovršena knjiga o kuhinji i specijalitetima, koju je bio najavio za božićno vrijeme 2015.

### Svećeništvo
Kao svećenik franjevac, Franjo Mabić djelovao je u 6 župa u Hercegovini. Nakon zaređenja u Bologni, djeluje kao župni vikar, prvo u Konjicu, a zatim na Čerinu. Funkciju župnika obnaša pet godina u Posušju, a zatim 1988. odlazi u Šuicu, gdje ostaje sve do 2000. godine. Nakon toga, djelovao je kao vikar samostana u Mostaru, te kao župnik župe sv. Petra i Pavla u Mostaru. U kolovozu 2005., odlazi u župu Izbično, gdje ostaje gotovo deset godina, sve do svoje smrti u travnju 2015. Tamo ostavlja velik trag, sagrađuje dvije župne crkve u Gornjoj i Donjoj Britvici, obnavlja župnu kuću, piše mnoga djela o župi, kao i mnoga druga djelovanja koja su ostavila trag u Izbičnu.

## Djela
Popis originalnih djela fra Franje Mabića:
- "Govorio im je u prispodobama", I., II., III., IV. i V. (1990. – 1999.)
- "Propovijedaj riječ" (1996.)
- "Recepti iz fratarske kuhinje", 1., 2. i 3. (2000.)
- "Nedjelja" A, B, i C. (2002. – 2003.)
- "O smrti" (2002.)
- "Došašće i Božić" (2002.)
- "Sveci i svetkovine, Sveci zaštitnici" (2003.)
- "Župa Izbično danas" (2006.)
- "Dvije Dragice Pavković" (2008.)
- "Izbično: povijest, monografija i kronika župe" (2008.)
- "Fratarska kuhinja u slici i riječi" (2008.)
- "Stara hercegovačka kuhinja" (2009.)
- "Oruga – sveto brdo" (2010.)
- "Dvije Dragice Pavković" (promijenjeno i dopunjeno izdanje) (2012.)
- "Tjestenine i rižoti" (2012.)
- "Pripovijetke i događaji" (2012.)
- "Božje bilje oko nas" (2013.)
- "Križni put" (2014.)

Knjige koje je fra Franjo Mabić preveo na hrvatski jezik:
- "Franjo" (1982.)
- "Zašto je život lijep" (1993.)
- "Franjo – moj najdraži svetac" (1993.)

## Župe u kojima je djelovao
Fra Franjo Mabić je u 38. godina svećeništva radio u sljedećim župama:
| #  | Župa    | Dužnost         | Godine        |
| -- | ------- | --------------- | ------------- |
| 1. | Konjic  | župni vikar     | 1978. – 1980. |
| 2. | Čerin   | župni vikar     | 1980. – 1983. |
| 3. | Posušje | župnik          | 1983. – 1988. |
| 4. | Šuica   | župnik          | 1988. – 2000. |
| 5. | Mostar  | vikar samostana | 2000. – 2003. |
| 5. | Mostar  | župnik          | 2000. – 2005. |
| 6. | Izbično | župnik          | 2005. – 2015. |

## Vanjske poveznice
- Službena stranica